# Babička Gora
Babička Gora is een berg in Zuid-Servië, gelegen nabij de plaats Leskovac. De top van de berg (Kriva buka) bevindt zich 1059 meter boven zeeniveau.